# Головлёв, Евгений Леонидович
Евге́ний Леони́дович Головлёв (24 марта 1940, Калинин — 12 ноября 2012, Серпухов) — советский и российский учёный-микробиолог, директор Пущинского научного центра РАН (1990—1993), народный депутат СССР.

## Биография
В 1962 г. окончил биологический факультет МГУ; научную деятельность начал в качестве стажера-исследователя Института биофизики АН СССР.
С 1963 г. — в Институте биохимии и физиологии микроорганизмов ИБФМ АН СССР, доктор биологических наук, профессор.
- 1979—1997 гг. — заведующий лабораторией физиологии микроорганизмов,
- с 1997 г. — главный научный сотрудник ИБФМ РАН. Под его руководством был решен ряд актуальных вопросов микробной физиологии, разработаны новые способы микробиологического синтеза кормовых белковых веществ и ферментов. Был создателем уникальной коллекции микроорганизмов, играющих ключевую роль в детоксикации в окружающей среде устойчивых поллютантов,
- 1990—1993 гг. — директор Пущинского научного центра РАН,
- 1992—1995 гг. — ректор-организатор Пущинского государственного университета.

Являлся членом учёного Совета Пущинского научного центра РАН, членом редколлегии журнала «Микробиология».
Народный депутат СССР (1989 −1991) по Серпуховскому округу.

## Награды и звания
Награждён орденом «Знак Почёта» (1975).
Почётный гражданин г. Пущино (2009).